# موحى الناجي
موحى الناجي أكاديمي وكاتب ولغوي مغربي من مواليد 1 يناير 1953 بمدينة أزيلال.
هو أستاذ جامعي في قسم اللغة الإنجليزية وآدابها بجامعة سيدي محمد بن عبد الله في فاس. بالإضافة إلى مؤلفاته في علم اللغة، فقد كتب عن اللغة والتعليم، والهجرة، والسياسة، والمساواة بين الجنسين، وهو مؤلف أو معد لأكثر من 20 كتابا.
تتوزع اهتماماته البحثية في قضايا النوع الاجتماعي واللغة والهجرة والتعليم.

## مسيرته
ولد موحى الناجي في قرية تيموليلت في سفح جبال الأطلس المتوسط في 1 يناير 1953. درس وتأثر بالثقافات الأمازيغية والعربية والإسلامية وكذا الثقافة الغربية. تلقى تعليمه الأولي في قريته بالمدرسة الابتدائية بين عام 1962 و1965 قبل أن يحصل على شهادة التعليم الابتدائي، وواصل دراسته الثانوية في مؤسسة ابن سينا في بني ملال، وحصل على شهادة الباكالوريا بمرتبة مشرف. في عام 1972، التحق بقسم اللغة الإنجليزية في كلية الآداب بجامعة محمد الخامس في الرباط. ونال درجة الإجازة في اللغة الإنجليزية وآدابها عام 1976، ثم ولج المدرسة العليا للأساتذة في الرباط ليتخرج مُدرّسا للغة الإنجليزية في مدرسة ثانوية، ويتم تعيينه في الدار البيضاء سنة 1979.
متزوج من "فاطمة صديقي"، أيضا أستاذة اللغة الإنجليزية من منطقة أزيلال. ثم تيسر لهما الانتقال إلى المملكة المتحدة للدراسة العليا والحصول على درجة الماجستير في اللغويات النظرية، ثم على درجة الدكتوراه في اللسانيات العامة من جامعة إسكس. في عام 1983 انضما إلى جامعة سيدي محمد بن عبد الله بفاس كأساتذة علم اللغة. في عام 1986 أصبح الناجي أستاذا محاضرا، وفي عام 2000 تمت ترقيته إلى درجة أستاذ التعليم العالي. وفي سنة 2006، تم تعيين الناجي مديرا للدراسات العربية في جامعة روتجرز بالولايات المتحدة الأمريكية، وهو المنصب الذي احتفظ حتى عام 2009. في عام 2010 أصبح رئيسا للمعهد الدولي للغات والثقافات في فاس، الذي شارك في تأسيسه مع زوجته فاطمة صديقي.
وكان موحى الناجي أستاذا زائرا بمنحة فولبرايت في جامعتي أريزونا ومانسفيلد، وبعد ذلك بجامعة روتجرز في الولايات المتحدة الأمريكية. كما حاضر في عدة جامعات أوروبية وأمريكية، بما في ذلك جامعة أمستردام، جامعة أوتريخت، وجامعة زيورخ، ومعهد العالم العربي في باريس، وجامعة باري بإيطاليا، وجامعة ييل، والجامعة الأمريكية في واشنطن، وجامعة واشنطن في سياتل، والجامعة الأردنية في عمان، وجامعة الروح القدس - الكسليك بلبنان، وجامعة منوبة بتونس، وغيرها.

## منشورات
- زيتونة الحكمة (2017),باريس: دار النشر كارطلا.
- مسلمو الشتات في أمريكا وأوروبا (2016). نيويورك: بلكريف.
- الحركات النسائية المغربية. (2016). كتاب جماعي. ترينتن: أفريقيا ورلد بريس.
- الأقليات والنساء والدولة في إفريقيا الشمالية (2015). كتاب جماعي. ترينتن : ري دسي يريس.
- المهاجرون المسلمون المغاربة في أوروبا (2014).[1]
- الديمقراطية والتعددية الثقافية في إفريقيا الشمالية (2014). كتاب جماعي. لندن: روتليدج.
- النوع الاجتماعي والعنف في الشرق الأوسط, (2011). كتاب جماعي.[2]
- النساء في الشرق الأوسط وشمال إفريقيا (2010). كتاب جماعي. لندن: روتليدج.
- التعدد اللغوي والهوية الثقافية والتعليم في المغرب (2005 ). نيويورك: سبرينغر.
- اللغة والنوع الاجتماعي في منطقة البحر الأبيض المتوسط ( مشرف) المجلة الدولية لسوسيولوجية اللغة العدد 190. عام 2008. موتون ديكرويتر.
- الهجرة والنوع الاجتماعي في المغرب (2008 ). مشارك في التأليف. دار النشر البحر الأحمر بأمريكا.
- التعددية الثقافية والديمقراطية في العالم الإسلامي، (2010 منشورات الجامعيين، فاس.
- المرأة في الشرق الأوسط وشمال أفريقيا (2010 ) لندن : روتليدج، كتاب جماعي.
- الجنس والعنف في الشرق الأوسط. (2011 ) لندن : روتليدج، كتاب جماعي.